# Yvonne van Rooy
Yvonne Catharina Maria Theresia van Rooy (ur. 4 czerwca 1951 w Eindhoven) – holenderska polityk, prawnik i menedżer, od 1984 do 1986 posłanka do Parlamentu Europejskiego II kadencji, posłanka do Tweede Kamer, sekretarz stanu.

## Życiorys
Córka polityka i samorządowca Charlesa van Rooya. Ukończyła szkołę średnią w Maastricht, następnie od 1970 do 1976 studiowała prawo publiczne i administracyjne na Uniwersytecie w Utrechcie. Kształciła się też w zakresie prawa europejskiego i porównawczego na Uniwersytecie w Strasbourgu. Odbyła staż w Komisji Europejskiej, następnie od 1978 do 1984 pracowała w chrześcijańskiej federacji pracowników (powiązanej z CDA). Od 1980 do 1984 kierowała haskim oddziałem Ruchu Europejskiego.
Zaangażowała się w działalność polityczną w ramach Apelu Chrześcijańsko-Demokratycznego. W 1984 wybrana do Parlamentu Europejskiego. Przystąpiła do Europejskiej Partii Ludowej, należała m.in. do Komisji ds. Stosunków Gospodarczych z Zagranicą oraz Komisji ds. Gospodarczych i Walutowych oraz Polityki Przemysłowej. Z mandatu zrezygnowała 30 października 1986. Zajmowała następnie stanowisko sekretarza stanu w resorcie gospodarki w rządach Ruuda Lubbersa (1986–1989, 1990–1994). W międzyczasie wykonywała mandat posłanki do Tweede Kamer (1989–1990, 1994–1997).
W 1997 bez powodzenia kandydowała na stanowisko burmistrza Tilburga, następnie odeszła z polityki. Od 1997 do 2004 zajmowała stanowisko szefowej rady edukacyjnej Katolickiego Uniwersytetu Brabanckiego (przekształconego w Tilburg University), po czym od 2004 do 2012 pełniła tożsamą funkcję na Uniwersytecie w Utrechcie. Zasiadała w organizacjach gospodarczych i radach nadzorczych różnych spółek, m.in. Philipsa, Nationale-Nederlanden, ING Group, Concertgebouw czy Kunstmuseum Den Haag. Od 2012 do 2018 kierowała krajowym zrzeszeniem szpitali.
Kawaler Orderu Lwa Niderlandzkiego (1989) i Komandor Orderu Oranje-Nassau (1994).